# Ramphotyphlops diversus
Ramphotyphlops diversus este o specie de șerpi din genul Ramphotyphlops, familia Typhlopidae, descrisă de Waite 1894.

## Subspecii
Această specie cuprinde următoarele subspecii:
- R. d. diversus
- R. d. ammodytes